# Hans Wikström
Hans Hansson Wikström, född 11 september 1759 i Börtasgården Övre Gärdsjö by, Rättviks socken, död 29 september 1833 i Jugansbo, Hedesunda, var en svensk allmogemålare.
Hans Hansson var son till bonden och allmogemålaren Börtas Hans Jonsson i Övre Gärdsjö. I samband med missväxt- och hungeråret 1772 tvingades familjen lämna Rättvik och slog sig då ned i Ovansjö socken. Hans Hansson var då det äldsta barnet i barnaskaran, och fick tidigt hjälpa sin far när han vandrade kring i gårdarna som målare. Efter en kort tid i Ovansjö återvände fadern till Dalarna, där han dog. Resten av familjen blev dock kvar i Gästrikland, och modern gifte snart om sig med en ny man. Omkring 1780 blev Hans Hansson lakej hos Anders Schönberg den yngre. Schönberg uppmärksammade en unge gossens talang, och skall enligt Schönbergs efterlämnade anteckningar ha låtit bekosta hans utbildning vid Kungliga Målarakademien i Stockholm. Ett av Hans Hanssons tidigaste arbeten är ett dörröverstycke i Österfärnebo där Schönberg med familj avbildats. Efter återkomsten från akademin förändrades Wikströms måleri och tillsammans med sin bror Jon Hansson började han måla rumsinredningar i gränstrakterna mellan Gästrikland och Uppland. Den första kända inredningen av bröderna gjordes 1783 i Dalen, Valbo socken.
1783 gifte han sig med soldatdottern Anna Ersdotter och bosatte sig i Gundbo, Hedesunda socken, där han sedan kom att bli boende fram till 1819, då han flyttade till Ollasgården i Jugansbo, Hedesunda socken.
Hans Wikströms måleri finns eller har funnits i Östervåla och Tierps socknar i Uppland samt i Österfärnebo, Hedesunda och Valbo socknar i Gästrikland. 
Målningar finns i Gästrikland och i Norduppland t.ex.i Munga (Tierps socken), i Sevallbo söder om Dalälven, i Hedesunda, i Koversta (Österfärnebo socken) samt i Skogbo och Bärby i Östervåla socken. Den kanske mest kända målningen föreställer Stormfällningen i Gästrikland den 8-9 maj 1795. Den målningen finns på Länsmuseet i Gävle. Ett antal verk finns på Nordiska museet. Även i Disagården vid Gamla Uppsala finns en del målningar.
År 1933 hölls i Gävle en minneshögtid med anledning av hundraårsdagen av Wikströms död. Den 13 september 2009 firades 250-årsdagen efter hans födelse. Firandet ägde rum i Anskariikyrkan i Sevallbo. Vid tillfället hade Länsmuseet Gävleborg i Gävle inte tid att skicka någon representant. Däremot sände Upplandsmuseet en representant, Tuula Autio, som i kyrkan höll ett föredrag om Hans Wikström.  
Wikström och hans hustru fick dottern Anna Hansdotter som blev gift till byn Landa i Hedesunda.